# Lockheed XFV-1
XFV-1 Salmon (Лосось) — экспериментальный турбовинтовой самолёт-истребитель вертикального взлёта и посадки, созданный в начале 1950-х годов фирмой Lockheed.

## История создания

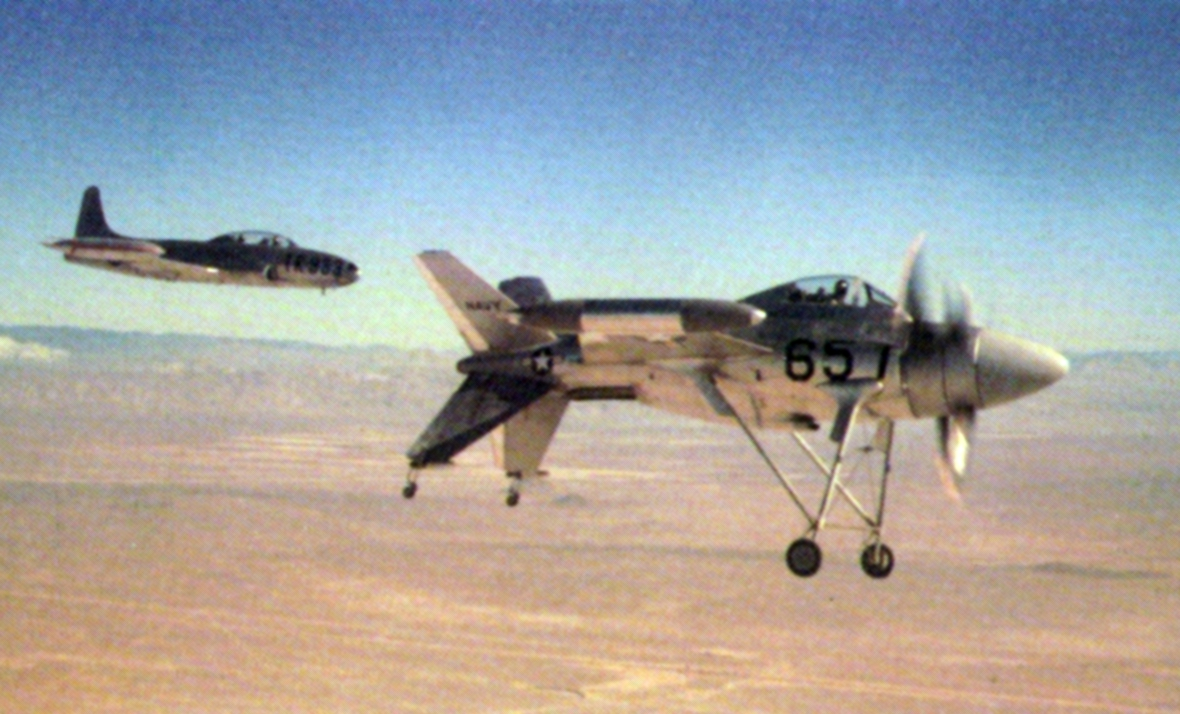
Испытания самолёта XFV-1 с временным шасси

В 1950 году ВМС США выпустило техническое задание на истребитель вертикального взлёта и посадки, способный размещаться на обычных кораблях (не авианосцах) с целью обороны морских конвоев от атак с воздуха. Две фирмы: Convair и Lockheed разработали для удовлетворения этого технического задания  самолёты -XFY-1 и XFV-1, соответственно. Оба самолёта были оснащёны одним турбовинтовым двигателем и должны были взлетать и садиться, повернув свою продольную ось в вертикальное положение, то есть на хвост (см. рисунок). Испытания самолёта XFV-1 начались в марте 1954 года. На начальном этапе испытаний было решено производить взлёт и посадку традиционным для самолёта способом, для чего к нему были пристыкованы опоры временного шасси. Позднее был выполнен ряд успешных вертикальных взлётов с переходом в горизонтальный полёт и посадок. Однако ВМС США закрыли программу, и серийное производство самолёта так и не началось.

## Лётно-технические характеристики
Источник данных: RAF Flying Review. Vol. XVII, No 9.

Технические характеристики
- Экипаж: 1
- Длина: 11,43 м
- Размах крыла: 8,35 м
- Высота:
- Площадь крыла: 22,88 м²
- Масса пустого: 5266 кг
- Максимальная взлётная масса: 7364 кг
- Силовая установка: 1 × ТВД Allison T40-A-14 (на опытном экземпляре Allison T40-A-6)
- Мощность двигателей: 1 × 7100 лс (на опытном экземпляре 5850 лс)

Лётные характеристики
- Максимальная скорость: 933 км/ч (расч.)
- Практический потолок: 13 200 м (расч.)
- Скороподъёмность: 55 м/с (расч.)

Вооружение
- Стрелково-пушечное: 2 × 20 мм пушки